# Закон на Паркинсон
Закон на Паркинсон са афоризми относно управлението на хора, процеси и ресурси. Формулирани за първи път като хумористично есе в списание „Икономист“ през 1955 г. от Сирил Норткот Паркинсон. По-късно есето е развито до книгите „Законът на Паркинсон“ (1965 г.) и „Законът на госпожа Паркинсон“.

## Закони на господин Паркинсон
- I закон: „Работата се разраства до запълване на наличното време.“[3]
- II закон: „Разходите се вдигат, за да поемат приходите.“
- III закон: „Разрастване означава усложняване, а усложняване – упадък.“
- IV закон: „Броят на хората в работна група нараства независимо от количеството на работата за вършене.“
- V закон: „Ако има начин да се забави вземането на важно решение, чиновникът винаги ще го намери.“
- Закон на мълчанието: „Прогресът на науката се променя обратно пропорционално на броя на публикуваните списания.“
- Закон на забавянето: „Забавянето е най-смъртоносната форма на отказ.“
- Закон на данните: „Данните нарастват до запълване на капацитета на носителя на данни.“
- Закон на оперативките: „Времето прекарaно в съвещание относно даден проблем е обратно пропорционално на стойността му.“
- Закон на хиляда: „Фирма с повече от хиляда служители е самозадоволяваща се империя, създаваща толкова много вътрешна работа, че впоследствие да не се нуждае от договори с външния свят.“

## Закон на госпожа Паркинсон
- „Вълнение, възникнало от напрежение, се разширява до запълване на всички мисли, откъдето се пренася върху всички хладнокръвно мислещи.“